# Zbędna strata społeczna
Zbędna strata społeczna (ang. deadweight loss) – obniżenie nadwyżki całkowitej spowodowane zmniejszeniem wielkości produkcji na rynku zapewniającym efektywną alokację zasobów. Przyczyną występowania efektu są: struktury monopolistyczne, efekty zewnętrzne albo działania regulacyjne państwa, np.: podatki, cła, subwencje.

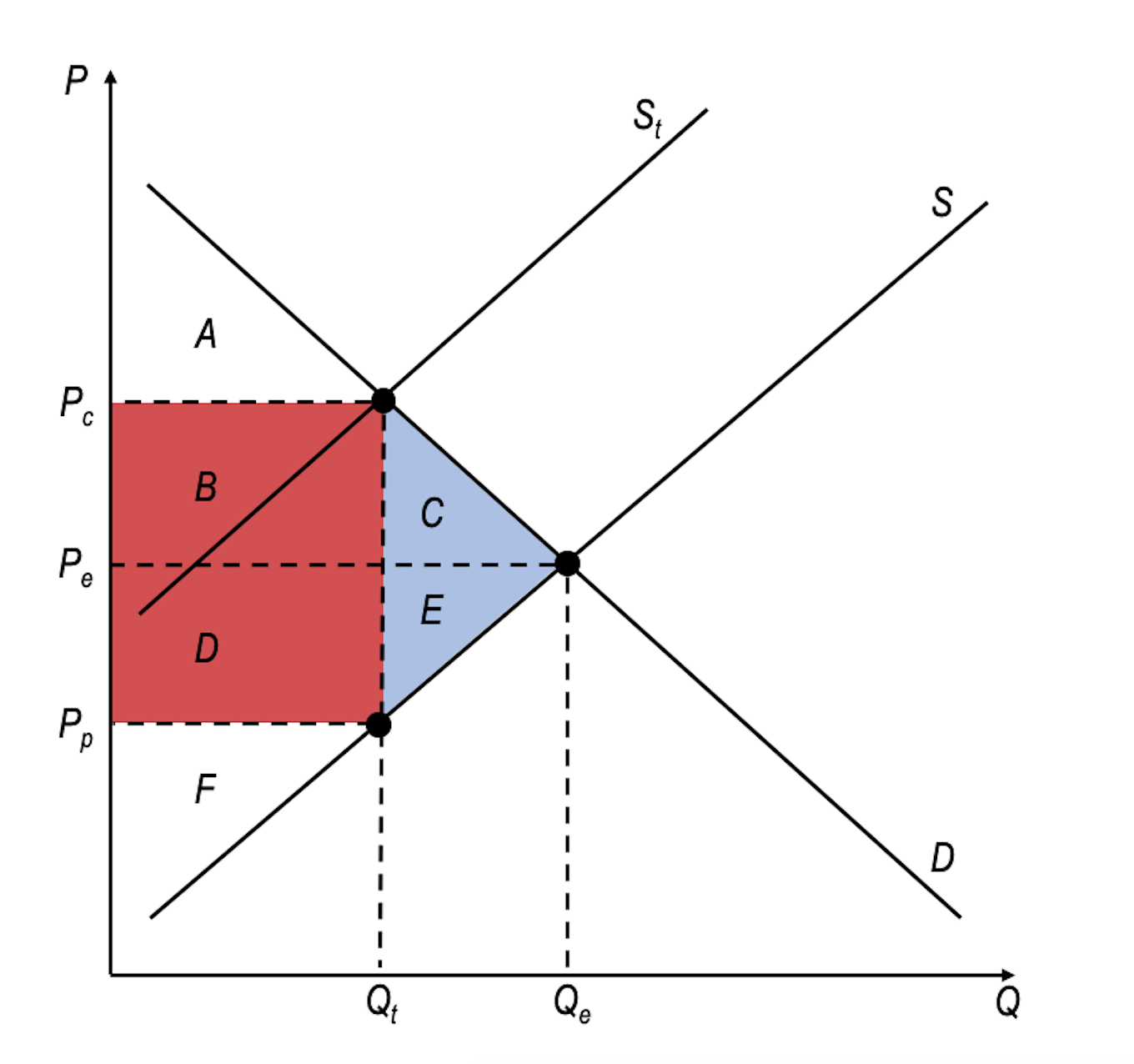
Rys. 1. Zbędna strata społeczna z opodatkowania producenta; Podatek zwiększa cenę konsumenta z P_{e} do P_{c} i cenę producenta do P_{p}. Ilość dóbr sprzedawanych spada z Q_{e} do Q_{t}. Stratę społeczną zaznaczono na niebiesko. Wpływy z tytułu podatku na czerwono. Wysokość podatku to odległość między P_{e} a P_{p.}

## Strata społeczna z tytułu opodatkowania

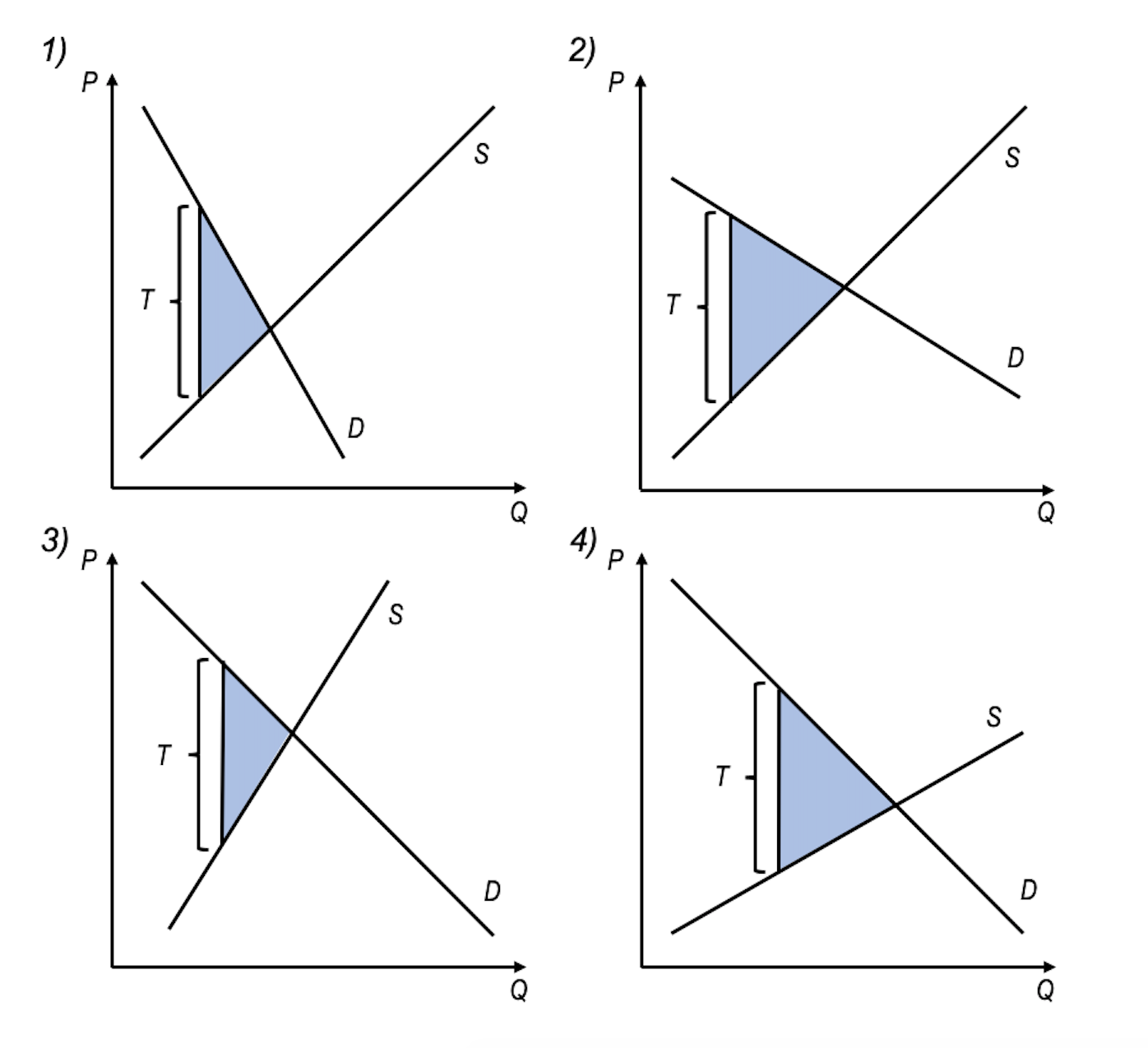
Rys. 2. Przykłady wielkości straty społecznej w zależności od elastyczności krzywych podaży i popytu. Strata społeczna została zaznaczona na niebiesko. Wysokość nałożonego podatku jest stała i wynosi T.

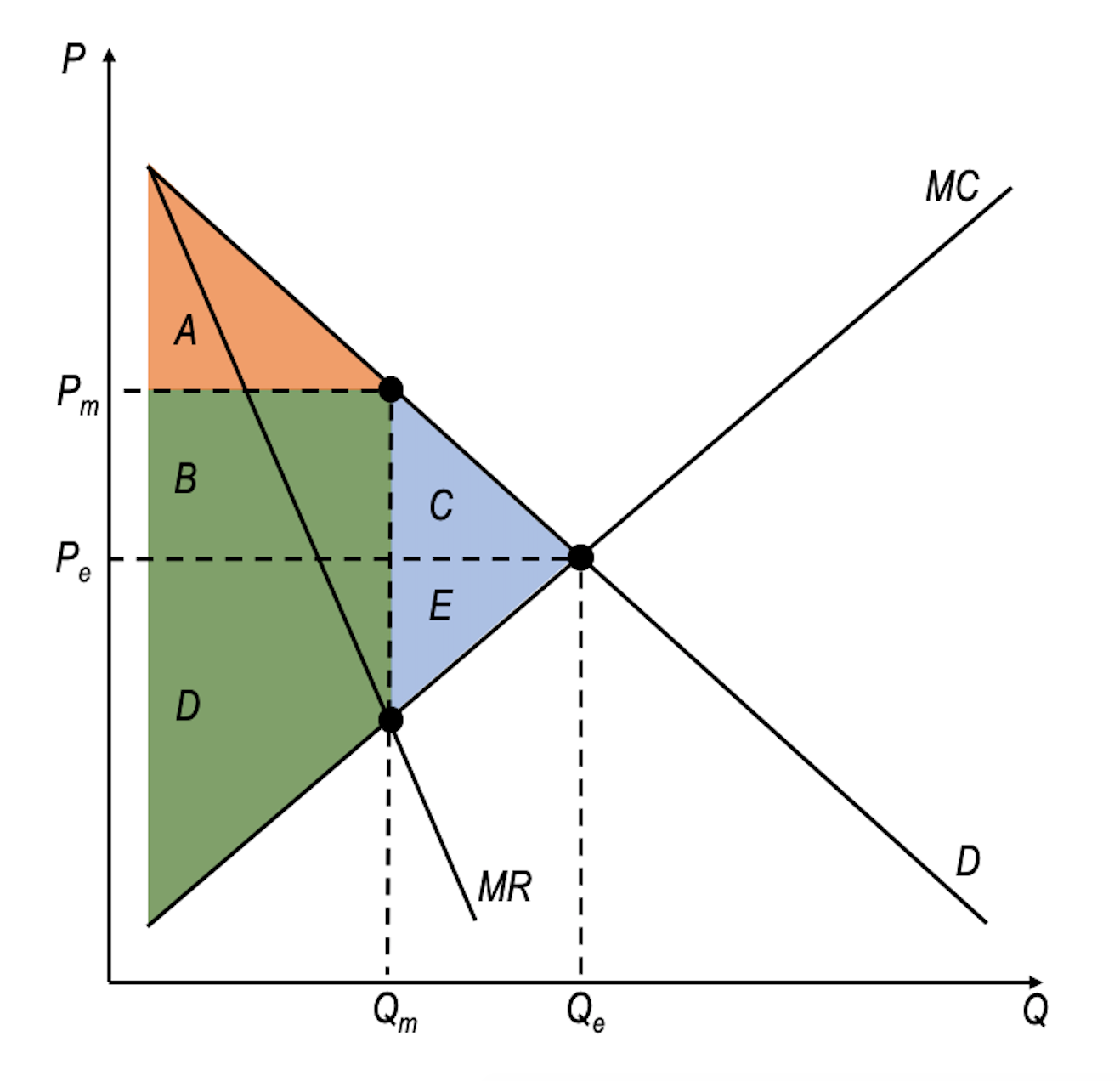
Rys. 3. Zbędna strata społeczna monopolu. Monopolista ustala cenę P_{m} i ilość Q_{m,} na przecięciu się krzywych MC i MR. Nadwyżkę konsumenta przedstawia pole A, nadwyżkę producenta pola B+D. Strata społeczna monopolu to niebieskie pole C+E.

Nałożenie podatku na konsumentów powoduje przesunięcie się krzywej popytu zgodnie z wysokością nałożonego podatku. Podobna sytuacja ma miejsce, gdy nałożymy podatek na producentów, wtedy analogicznie nastąpi przesunięcie krzywej podaży. Zmiana położenia krzywej ustala nowy punkt równowagi rynkowej. Ilość oferowana dobra w nowym punkcie równowagi jest mniejsza od tej sprzed nałożenia podatku. Cena w nowym punkcie równowagi jest wyższa dla kupujących i niższa dla sprzedawców, co skłania ich do zmniejszenia konsumpcji wywołanej wyższą ceną i zmniejszeniem ilości oferowanej przez producentów z powodu niższej ceny. Niezależnie od tego na kogo podatek został nałożony, jego ciężar ponoszą obaj gracze na rynku. Stopień obciążenia podatkiem zależy od elastyczności popytu i podaży.

## Wpływ podatku na poziom dobrobytu

### Poziom dobrobytu przed opodatkowaniem
Gdy nie ma nałożonego podatku, cenę rynkową i wielkość sprzedaży wyznacza punkt przecięcia krzywych popytu i podaży. Wielkość sprzedaży wynosi Qe, a cena Pe. Nadwyżka konsumenta jest równa polu między krzywą popytu, a poziomem ceny Pe, czyli A+B+C. Krzywa podaży i poziom cen Pe ograniczają nadwyżkę producenta równą D+E+F. W związku z brakiem podatku, państwo nie osiąga przychodów. Nadwyżka całkowita jest sumą nadwyżki konsumenta i producenta, czyli jest wartość to A+B+C+D+E+F. W tej sytuacji następuje efektywna alokacja na rynku.

### Poziom dobrobytu po opodatkowaniu
Po nałożeniu podatku początkowa cena równowagi Pe wzrasta do nowej ceny równowagi konsumenta Pc, nadwyżkę konsumenta reprezentuje tylko obszar A. Cena uzyskiwana przez producenta obniża się z Pe do Pp, nadwyżka producenta to obszar F. Wielkość sprzedaży spada z Qe – ilości sprzed podatku, do Qt – nowej ilości po ingerencji państwa. Dochody państwa wynoszą B+D. Na nadwyżkę całkowitą składają się pola A+B+D+F.
Wielkość zmiany dobrobytu jest różnicą pól nadwyżki całkowitej sprzed podatku i po nałożeniu podatku. Strata społeczna wynosi C+E, pole to nazywa się też Trójkątem Harbergera.

## Czynniki determinujące stratę społeczną
Głównymi determinantami wielkości straty społecznej jest cenowa elastyczność popytu i cenowa elastyczność podaży.
Gdy podaż jest relatywnie elastyczna do popytu, strata społeczna jest duża, a gdy jest relatywnie nieelastyczna względem popytu, wtedy zbędna strata społeczna jest niewielka.
Analogiczne, gdy popyt jest relatywnie nieelastyczny w stosunku do podaży, występuje niewielka strata, a gdy jest względnie elastyczny, strata jest wtedy większa.
Wszystkie powyższe przypadki zostały wyjaśnione na rysunku 2.

## Strata społeczna monopolu
Stratę dobrobytu spowodowaną przez monopol mierzy się poprzez porównanie jej do sytuacji optymalnej, takiej która występuje w warunkach konkurencji doskonałej.
Monopolista dąży do maksymalizacji zysku, więc wybiera wielkość produkcji odpowiadającą punktowi przecięcia się krzywej kosztu krańcowego i utargu krańcowego (MC=MR). Jego optymalny wybór nie pokrywa się z optymalnym w warunkach konkurencji doskonałej (MC=D). Monopolista wytwarza mniejszą ilość dobra od ilości optymalnej w konkurencji doskonałej oraz ustala wyższą cenę. W rezultacie część nabywców rezygnuje z zakupu tego dobra ze względu na wysoką cenę. Następuje zmniejszenie nadwyżki całkowitej i powstanie zbędnej straty społecznej.

### Doskonałe różnicowanie ceny monopolisty a poziom dobrobytu
Doskonałe różnicowanie ceny występuje wtedy, gdy monopolista wie dokładnie, ile wynosi skłonność do płacenia każdego klienta i ma możliwość sprzedania dobra każdemu klientowi po innej cenie. W takiej sytuacji producent może ustalić dla każdego kupującego cenę równą jego skłonności do płacenia i w ten sposób przejmuje nadwyżkę konsumenta z każdej transakcji.
Na rysunku 1 przedstawiono nadwyżkę konsumenta i producenta bez różnicowania ceny. Monopolista stosuje dla wszystkich jedną cenę, która jest wyższa od kosztu krańcowego (MC). Część klientów z powodu za wysokiej ceny rezygnuje z zakupu, co prowadzi do powstania straty społecznej. Natomiast gdy sprzedawca ma możliwość doskonałego różnicowania ceny, każdy nabywa dobro po cenie równej jego skłonności do płacenia. Wszystkie obustronnie korzystnie transakcje dochodzą do skutku, nie występuje strata społeczna, a cała nadwyżka powstająca na rynku trafia w postaci zysku do monopolisty.